# Pet Shop Boys
Pet Shop Boys é uma dupla britânica de synth-pop, formada em Londres em 1981 e composta por Neil Tennant (vocal principal, teclados, guitarra ocasional) e Chris Lowe (teclados, vocais).
Os Pet Shop Boys já venderam mais de cem milhões de discos em todo o mundo e estão listados como a dupla de maior sucesso na história da música britânica pelo Guinness Book. Três vezes vencedores do Brit Award e seis vezes indicados ao Grammy Award, desde 1985 eles alcançaram 42 singles Top 30, 22 deles Top 10 no UK Singles Chart, incluindo quatro números um do Reino Unido: "West End Girls" (também número um no Billboard Hot 100 dos Estados Unidos), "It's a Sin", um aclamado cover de "Always on My Mind" e "Heart". Outras canções de sucesso incluem um cover de "Go West", "Opportunities (Let's Make Lots of Money)" e "What Have I Done to Deserve This?" em dueto com Dusty Springfield.
No Brit Awards 2009, em Londres, Pet Shop Boys recebeu um prêmio de contribuição excepcional para a música. Em 2016, a revista Billboard nomeou o Pet Shop Boys como o duo/grupo número um durante os quarenta anos desde o início do gráfico em 1976. Em 2017, a dupla recebeu o Godlike Genius Award da NME.

## Biografia
Neil Francis Tennant nasceu em 1954, no dia 10 de julho, em North Shields, Inglaterra. Em 1959, cinco anos depois, em 4 de outubro, nascia Christopher Sean Lowe, em Blackpool, também na Inglaterra. A inclinação para a música começou cedo: Neil compunha desde os 11 anos de idade e Chris tocava trombone e piano também desde pequeno. Entre 1970 e 1971, Neil tocou violão e cantou numa banda folk chamada Dust. Em 1972, mudou-se para Londres para estudar história na Polytechnic of North London. Começou a trabalhar como editor correspondente da Marvel Comics, passando por outras duas editoras e finalmente foi parar na revista Smash Hits, especializada em música pop. Chris chegou a ser tecladista numa banda heavy chamada Stallion, na escola onde estudava. Na mesma escola fazia parte da orquestra tocando trombone, além de ser um dos sete integrantes de uma banda de jazz local: One Under The Eight. Em 1978n foi estudar Arquitetura na Liverpool University. Os dois se conheceram em 1981, numa loja de discos de King's Road - Neil já trabalhava como crítico musical e Chris estagiava como arquiteto. De um simples bate-papo sobre gostos musicais surgiram os Pet Shop Boys. No início eles se denominaram West End (região da cidade de Londres), mas depois adotaram definitivamente o nome "Pet Shop Boys" por causa de uns amigos de Chris que trabalhavam numa loja de animais de estimação (Pet Shop).

## Discografia

### Álbuns de estúdio
- Please (1986)
- Actually (1987)
- Introspective (1988)
- Behaviour (1990)
- Very (1993)
- Bilingual (1996)
- Nightlife (1999)
- Release (2002)
- Fundamental (2006)
- Yes (2009)
- Elysium (2012)
- Electric (2013)
- Super (2016)
- Hotspot (2020)
- Nonetheless (2024)

## Personalidades relacionadas

### Música
- Madonna - Os Pet Shop Boys produziram o remix da música "Sorry", do álbum Confessions On A Dance Floor (2005). O resultado é um excelente remix usado na turnê do mesmo álbum, The Confessions Tour, de 2006.
- Elvis Presley - Gravaram em 1987 a música "Always On My Mind", canção gravada por Elvis em 1972, só que simplesmente essa canção não era conhecida do grande público, o que só viria a acontecer dez anos mais tarde com a regravação de Willie Nelson e logo depois a versão dos Pet Shop Boys. No entanto, a primeira gravação ocorreu também em 1972 com a cantora Brenda Lee. Os compositores são Wayne Thompson, Mark James (Suspicious Minds) e Johnny Christopher.
- Dusty Springfield - Dueto em "What Have I Done To Deserve This?" e composições da dupla em um de seus álbuns;
- Liza Minelli - Os Pet Shop Boys produziram e compuseram para o seu álbum Results;
- Eight Wonder - Gravou "I'm Not Scared", de autoria da dupla;
- Sterling Void - Gravaram "It's Alright", regravada pelos Pet Shop Boys em 1988;
- Robbie Williams - Regravou "I Wouldn't Normally Do This Kind Of Thing" e em dueto na música "She's Madonna", sendo esta última uma homenagem à cantora Madonna.
- U2 - Autores de "Where The Streets Have No Name", regravada pelos Pet Shop Boys em 1991;
- Electronic - Os Pet Shop Boys colaboraram em duas faixas do seu álbum de estréia e, mais tarde, no single "Disappointed";
- Kylie Minogue - Gravou "Falling" e fez um dueto em "In Denial", ambas de autoria dos Pet Shop Boys.
- Tina Turner - Gravou "Confidential", escrita pelos Pet Shop Boys.
- David Bowie - Dueto com os Pet Shop Boys em "Hallo Spaceboy".
- Elton John - Dueto com os Pet Shop Boys em "Believe/Song For Guy", que foi executada inicialmente em um programa de TV e depois gravada em estúdio (ainda não lançada).
- Frankie Valli - Na música "Where The Streets Have No Name" do U2, ela é misturada com a música "Can't Take My Eyes Off You" de Frankie Valli.
- Boy George - Na Música "The Crying Game", da trilha sonora de um filme de mesmo nome, os Pet Shop Boys fizeram o instrumental e os backing vocals, ficando os vocais a cargo de Boy George.
- Village People - Os Pet Shop Boys regravaram "Go West" do Village People que se tornou um dos seus maiores hits.
- Girls Aloud - Os Pet Shop Boys co-escreveram e produziram a canção "The Loving Kind" do álbum Out of Control do grupo, de 2008.
- Lady Gaga - Os Pet Shop Boys fizeram um remix da música "Eh, Eh (Nothing Else I Can Say)" do álbum The Fame (2008) presente no álbum de remixes The Remix (2010).
- Rammstein - Os Pet Shop Boys fizeram um remix da música "Mein Teil" do álbum Reise, Reise (2004) presente no disco 2 do álbum Made in Germany (2011).
- Gamma Ray - O grupo alemão de power metal gravou um cover para "It's a Sin" no álbum Power Plant de 1999.

### Outros
- Derek Jarman - o cineasta inglês foi responsável pelos vídeos de "It's A Sin" e "Rent" e de filmes projetados na turnê Highlights, entre outros.
- Zaha Hadid - a renomada arquiteta iraquiana projetou o palco da turnê Nightlife.
- David John McDonald - o ator britânico adotou o sobrenome do Neil Tennant como sobrenome artístico e tornou-se David Tennant, pois já havia um ator chamado David McDonald, e como os Pet Shop Boys era (e talvez ainda seja) uma de suas bandas favoritas, optou por essa mudança.

## Prêmios e indicações

### Billboard Music Awards
| Ano  | Recipiente                                 | Categoria                      | Resultado |        |
| Ref. |                                            |                                |           |        |
| ---- | ------------------------------------------ | ------------------------------ | --------- | ------ |
| 1986 | Eles mesmos                                | Top New Artist                 | Indicado  | [ 13 ] |
| 1986 | Eles mesmos                                | Top Billboard 200 Artist       | Indicado  | [ 13 ] |
| 1986 | Eles mesmos                                | Top Hot 100 Artist             | Indicado  | [ 13 ] |
| 1986 | Eles mesmos                                | Top Hot 100 Artist - Duo/Group | Indicado  | [ 13 ] |
| 1986 | Eles mesmos                                | Top Dance Club Play Artist     | Indicado  | [ 13 ] |
| 1986 | Eles mesmos                                | Top Dance Sales Artist         | Indicado  | [ 13 ] |
| 1986 | Please                                     | Top Billboard 200 Album        | Indicado  | [ 13 ] |
| 1986 | "West End Girls"                           | Top Hot 100 Song               | Indicado  | [ 13 ] |
| 1986 | "West End Girls"                           | Top Dance Sales Single         | Indicado  | [ 13 ] |
| 1986 | "West End Girls"                           | Top Dance Club Play Single     | Indicado  | [ 13 ] |
| 1986 | "Opportunities (Let's Make Lots of Money)" | Top Dance Club Play Single     | Indicado  | [ 13 ] |
| 1987 | "It's a Sin"                               | Top Dance Club Play Single     | Indicado  | [ 14 ] |
| 1987 | Eles mesmos                                | Top Hot 100 Artist             | Indicado  | [ 14 ] |
| 1987 | Eles mesmos                                | [Top Dance Club Play Artist    | Indicado  | [ 14 ] |
| 2007 | "Minimal"                                  | Top Dance Club Play Single     | Indicado  | [ 15 ] |

### Brit Awards
| Ano  | Recipiente          | Categoria                         | Resultado |
| ---- | ------------------- | --------------------------------- | --------- |
| 1987 | Eles mesmos         | Best British Group                | Indicado  |
| 1987 | "West End Girls"    | Best British Single               | Venceu    |
| 1988 | Eles mesmos         | Best British Group                | Venceu    |
| 1988 | "Always on My Mind" | Best British Single               | Indicado  |
| 1988 | Actually            | Best British Album                | Indicado  |
| 1989 | Introspective       | Best British Album                | Indicado  |
| 1989 | Eles mesmos         | Best British Group                | Indicado  |
| 1992 | Eles mesmos         | Best British Group                | Indicado  |
| 1994 | "Go West (álbum)"   | Best British Video                | Indicado  |
| 2009 | Eles mesmos         | Outstanding Contribution to Music | Venceu    |
| 2010 | "Go West (álbum)"   | Live Performance of 30 Years      | Indicado  |

### Grammy Awards
| Ano  | Recipiente        | Categoria                    | Resultado |
| ---- | ----------------- | ---------------------------- | --------- |
| 1994 | Very Relentless   | Best Recording Package       | Indicado  |
| 1995 | "Go West (álbum)" | Best Music Video, Short Form | Indicado  |
| 1998 | "To Step Aside"   | Best Dance Recording         | Indicado  |
| 2006 | "I'm with Stupid" | Best Dance Recording         | Indicado  |
| 2006 | Fundamental       | Best Dance/Electronic Album  | Indicado  |
| 2010 | Yes               | Best Dance/Electronic Album  | Indicado  |

### Ivor Novello Awards
| Ano  | Recipiente                          | Categoria                                 | Resultado |
| ---- | ----------------------------------- | ----------------------------------------- | --------- |
| 1987 | "West End Girls"                    | International Hit of the Year             | Venceu    |
| 1987 | "West End Girls"                    | Best Contemporary Song                    | Indicado  |
| 1988 | "What Have I Done to Deserve This?" | Best Contemporary Song                    | Indicado  |
| 1988 | "It's A Sin"                        | International Hit of the Year             | Indicado  |
| 1990 | "Nothing Has Been Proved"           | Best Film Theme or Song                   | Indicado  |
| 2000 | Eles mesmos                         | Outstanding Contribution to British Music | Venceu    |

### Lunas del Auditorio
| Ano  | Recipiente  | Categoria               | Resultado |
| ---- | ----------- | ----------------------- | --------- |
| 2005 | Eles mesmos | Best Foreign Pop Artist | Indicado  |
| 2006 | Eles mesmos | Best Foreign Pop Artist | Indicado  |
| 2010 | Eles mesmos | Best Foreign Pop Artist | Indicado  |

### Smash Hits Poll Winners Party
| Ano  | Recipiente  | Categoria      | Resultado |
| ---- | ----------- | -------------- | --------- |
| 1986 | Eles mesmos | Best Group     | Indicado  |
| 1987 | Eles mesmos | Best Group     | Indicado  |
| 1988 | Eles mesmos | Best Group     | Indicado  |
| 1988 | Eles mesmos | Worst Group    | Indicado  |
| 1988 | "Heart"     | Best Pop Video | Indicado  |
| 1990 | Eles mesmos | Best Group     | Indicado  |

### Outros prêmios
| Ano  | Prêmio                                    | Trabalho                            | Categoria                                       | Resultado   |
| ---- | ----------------------------------------- | ----------------------------------- | ----------------------------------------------- | ----------- |
| 1986 | MTV Video Music Awards                    | "West End Girls"                    | Best New Artist                                 | Indicado    |
| 1987 | American Music Awards                     | "West End Girls"                    | Favorite Pop/Rock Song                          | Indicado    |
| 1987 | Bravo Otto Awards                         | Eles mesmos                         | Best Rock Band (Silver)                         | Venceu      |
| 1987 | Silver Clef Award                         | Eles mesmos                         | Best Newcomer                                   | Venceu      |
| 1988 | Berolina Awards                           | Eles mesmos                         | Group of the Year                               | Venceu      |
| 1988 | Houston Film Festival                     | "It Couldn't Happen Here"           | Gold July Award                                 | Venceu      |
| 1988 | Billboard Music Awards                    | "What Have I Done to Deserve This?" | Top Dance Club Play Single                      | Indicado    |
| 1991 | MTV Video Music Awards                    | "Being Boring"                      | Viewer's Choice (Europe)                        | Indicado    |
| 1991 | Music Week Awards                         | "Being Boring"                      | Music Video of the Year                         | Venceu      |
| 1992 | Pollstar Concert Industry Awards          | Performance Tour                    | Most Creative Stage Production                  | Indicado    |
| 1994 | D&AD Awards                               | "Go West (álbum)"                   | Pop Promo Video                                 | Wood Pencil |
| 1994 | MTV Europe Music Awards                   | "Go West (álbum)"                   | Best Cover                                      | Venceu      |
| 1994 | Effects and Nomination Festival           | "Liberation"                        | Best Music Video                                | Venceu      |
| 1994 | Siggraph Wave Awards                      | "Liberation"                        | Best Music Video                                | Venceu      |
| 1994 | Billboard Music Awards                    | Eles mesmos                         | Top Hot Dance Music Club Play Artist            | Indicado    |
| 1999 | GAFFA Awards                              | Eles mesmos                         | Best Foreign Band                               | Indicado    |
| 1999 | Viva Comet Awards                         | "I Don't Know What You Want"        | Best International Video                        | Venceu      |
| 2000 | RSH Gold Awards                           | Eles mesmos                         | Best International Band                         | Venceu      |
| 2003 | GLAAD Media Awards                        | Release                             | Outstanding Music Artist                        | Indicado    |
| 2003 | World Music Awards                        | Eles mesmos                         | The World Arts Award                            | Venceu      |
| 2004 | Q Awards                                  | Eles mesmos                         | Inspiration Award                               | Venceu      |
| 2007 | International Dance Music Awards          | Eles mesmos                         | Best Dance Artist (Group)                       | Indicado    |
| 2007 | Webby Awards                              | Eles mesmos                         | Websites - Celebrity/Fan                        | Indicado    |
| 2007 | GLAAD Media Awards                        | Fundamental                         | Outstanding Music Artist                        | Indicado    |
| 2008 | Cannes International Advertising Festival | "Integral"                          | Gold Cyber Lion Award                           | Venceu      |
| 2009 | Popjustice £20 Music Prize                | "Love Etc."                         | Best British Pop Single                         | Indicado    |
| 2010 | International Dance Music Awards          | "Love Etc."                         | Best Pop Dance Track                            | Indicado    |
| 2010 | International Dance Music Awards          | "Love Etc."                         | Best Music Video                                | Indicado    |
| 2010 | International Dance Music Awards          | Eles mesmos                         | Best Dance Artist (Group)                       | Indicado    |
| 2011 | Evening Standard Theatre Awards           | Eles mesmos                         | Beyond Theatre Award                            | Venceu      |
| 2012 | Hungarian Music Awards                    | Eles mesmos                         | Foreign Electronic Music Production of the Year | Indicado    |
| 2013 | Q Awards                                  | Eles mesmos                         | Outstanding Contribution to Music               | Venceu      |
| 2015 | Mnet Asian Music Awards                   | Eles mesmos                         | Worldwide Inspiration Award                     | Venceu      |
| 2016 | Gay Music Chart Awards                    | "The Pop Kids"                      | Best Lyric Video                                | Indicado    |
| 2016 | Gay Music Chart Awards                    | "The Pop Kids" (Offer Nissim Remix) | Best Music Video from Israel                    | Indicado    |
| 2017 | NME Awards                                | Eles mesmos                         | Godlike Genius Award                            | Venceu      |
| 2017 | San Diego Film Awards                     | "Twenty-Something"                  | Best Music Video                                | Venceu      |
| 2019 | Classic Pop Reader Awards                 | Further Listening 1984–1986         | Reissue of the Year                             | Indicado    |